# Бубах
Бубах (нем. Bubach) — община в Германии, в земле Рейнланд-Пфальц. Входит в состав района Рейн-Хунсрюк. Подчиняется управлению Зиммерн / Хунсрюк. Население составляет 276 человек (на 31 декабря 2009 года). Занимает площадь 7,10 км².
Первое упоминание о населённом пункте датировано 10 июля 1002 года в документе короля Генриха II, которым он из своего владения передает шесть королевских копыт рыцарю Гезо из Нахегау.

## Население
| Год  | Численность | Численность |
| ---- | ----------- | ----------- |
| 1975 | 281         | [ 4 ]       |
| 2010 | 280         | [ 5 ]       |
| 2017 | 255         | [ 1 ]       |
| 2019 | 256         | [ 6 ]       |
| 2021 | 234         | [ 7 ]       |
| 2022 | 237         | [ 8 ]       |
| 2023 | 236         | [ 2 ]       |